# 狼针茅
狼针茅（学名：Stipa baicalensis），又名貝加爾針茅、狼針草，是一种禾本科针茅属植物。这种植物分布于中国黑龙江、吉林、辽宁、内蒙古、河北、山西、陕西北部、甘肃、青海、西藏、新疆等地区；蒙古东北部、苏联勒拿河上游也有分布。